# Eocarterus
Eocarterus is een geslacht van kevers uit de familie van de loopkevers (Carabidae). De wetenschappelijke naam van het geslacht is voor het eerst geldig gepubliceerd in 1923 door Stichel.

## Soorten
Het geslacht Eocarterus omvat de volgende soorten:
- Eocarterus amicorum Wrase, 1993
- Eocarterus baeticus Rambur, 1837
- Eocarterus chodshenticus (Ballion, 1871)
- Eocarterus esau Heyden, 1885
- Eocarterus propagator (Reitter, 1901)
- Eocarterus semenowi (Reitter, 1893)
- Eocarterus tazekensis Antoine, 1959
- Eocarterus usgentensis Heyden, 1884